# My Faithful Husband
My Faithful Husband é uma telenovela filipina exibida pela GMA Network entre 10 de agosto e 13 de novembro de 2015, estrelada por Dennis Trillo, Jennylyn Mercado e Mikael Daez

## Elenco

### Elenco principal
- Dennis Trillo como Emmanuel "Emman" Dela Paz
- Jennylyn Mercado como Melanie "Mel" Fernandez-Dela Paz
- Mikael Daez como Dean Montenegro

### Elenco de apoio
- Louise delos Reyes como Mylene Fernandez
- Snooky Serna como Mercedes "Cedes" Santos-Dela Paz
- Lloyd Samartino como Artemio Fernandez
- Rio Locsin como Carmen Fernandez
- Nonie Buencamino como Lorenz Dela Paz
- Enzo Pineda como Arnel
- Timmy Cruz como Elvie Dela Paz
- Jazz Ocampo como Carla Dela Paz
- Jade Lopez como Doyee Dela Paz
- Dakota Dufloth como Rodel
- Ricky Davao como Arnaldo Castro
- Aaron Yanga como Dante
- Kevin Santos como Dodong
- Jerald Napoles como Mars
- Julia Lee como Adelle

### Elenco estendida
- Rich Asuncion como Soling
- Lance Serrano como Benjo
- Lynn Ynchausti-Cruz como Charito Castro
- Rexcy Evert como Janet
- Mega Unciano como Ricky
- Sef Cadayona como Jerome Dela Paz
- Ronnie Henares como Amiel Montenegro
- Dianne Hernandez como Francine Fernandez-de Lara
- Coleen Perez como Celine Vera-Perez
- Lucho Ayala como Vincent Vera-Perez
- Iya Villania como Misty
- Zofia Quinit como Ningning
- Kim Margarette Belles como Ali/Munding

### Elenco de convidados
- Andrea Torres como Sam
- Mike Tan como Bradley/Brad
- Rodjun Cruz como Arnaldo (jovem)
- Yasmien Kurdi como Mercedes (jovem)